# Attack of the A.L. people
Attack of the A.L. people is het debuutalbum van de Finse punkrockband Apulanta. Het album werd uitgebracht op 2 januari 1995.
Op 3 oktober 2014 werd een heropname uitgebracht onder de naam Revenge of the A.L. people.

## Nummers
| Nr. | Titel                            | Duur |
| --- | -------------------------------- | ---- |
| 1.  | Kristalliprinsessa               | 2:55 |
| 2.  | Nähdään lauantaina               | 4:24 |
| 3.  | Ei oo mukavaa                    | 1:26 |
| 4.  | Mun täytyy mennä                 | 2:39 |
| 5.  | Kelpaanhan, rakkaani?            | 2:54 |
| 6.  | Aurinkoon                        | 2:05 |
| 7.  | Päivästä toiseen                 | 6:09 |
| 8.  | Itkeväthän enkelitkin            | 3:21 |
| 9.  | Miks' ei uni tuu?                | 1:53 |
| 10. | Kolme vuotta (mennään naimisiin) | 2:54 |
| 11. | Valokuva                         | 1:40 |
| 12. | Ilona?                           | 5:45 |
| 13. | Silmämuna                        | 2:13 |

## Personeel

### Bezetting
- Toni Wirtanen (zang, gitaar)
- Tuukka Temonen (bas)
- Sipe Santapukki (drums)